# Appleby (Lincolnshire)
Pour les articles homonymes, voir Appleby.
Appleby est une paroisse civile et un village du Lincolnshire, en Angleterre.